# Louis Purcell
Louis Purcell (ur. 24 października 1972) – zapaśnik z Samoa Amerykańskiego walczący w stylu wolnym. Olimpijczyk z Atlanty 1996, gdzie zajął dwudzieste miejsce w wadze półciężkiej.

## Letnie Igrzyska Olimpijskie 1996
| Konkurencja | Rundy eliminacyjne           | Rundy eliminacyjne   | Klas. końcowa |
| Konkurencja | Przeciwnik I                 | Przeciwnik II        | Miejsce       |
| ----------- | ---------------------------- | -------------------- | ------------- |
| -90 kg      | Ričardas Pauliukonis (LTU) P | Kałojan Baew (BGR) P | 20.           |